# Bácsmegyey öszve-szedett levelei
Bácsmegyey öszve-szedett levelei Kazinczy Ferenc fordításai közé tartozik. Eredetije Kayser: Adolph’s Gesammelte Briefe 1777-ből. A mű tárgya az érzelmek kiteljesedésének társadalmi kontextusai. Az eredeti művet átdolgozta, magyar környezetbe rakta és rövidített rajta. Ez egy Werther-utánzat.

## Keletkezése
A mai napig homály fedi a mű keletkezésének pontos idejét. Kazinczy maga írja az 1789-es kiadás Jelentésében, hogy Bácsmegyey kézirata csak kevéssel ezelőtt akadt véletlenül egyéb régi papírosaival együtt kezébe. Toldy Ferenc azt állítja, hogy a Bácsmegyey már 1784 előtt elkészült, míg Heinrich Gusztáv szerint 1785 a keletkezés dátuma, mivel akkor került Kazinczy kezébe a kézirat, amikor 1788-ban Gessner Idylljeinek 1785-ben készült fordítását rendezte sajtó alá. Úgy gondolja, hogy az Idyllek fordításai között voltak a Bácsmegyey lapjai, és ebből arra a következtetésre jut, hogy a Bácsmegyey az Idyllekkel egy időben keletkezett. Váczy János szerint előbb lefordította  Gessner Idylljeit és a Siegwartot, s csak azután határozott úgy, hogy nekifog a Bácsmegyeynek is.

## Szereplők
- Bácsmegyey: a főszereplő
- Surányi Manci: a szerelme
- Marosy: Bácsmegyey barátja
- Szentpétery: Manci jegyese, majd később a férje
- Endrédy: Bácsmegyey másik barátja
- Klári: Bácsmegyey húga
- Teréz: Gróf K. húga és szerelmes Bácsmegyeybe

## A regény cselekménye
|  | Alább a cselekmény részletei következnek! |

Bácsmegyey Sopronból írja első leveleit szerelmének, Surányi Mancinak, Budára. Elválásuk rövid időre szól, de a szerelmes férfi szenved, és magasztos gondolatai támadnak, melyekről sűrűn kelt leveleiben lelkiismeretesen beszámol.
A levelekre nem érkezik válasz, ezért Bácsmegyey barátjához, Marosyhoz fordul. Megírja, hogy közös ismerősüket, Veszprémi Marist elválasztották szerelmétől és hozzákényszerítették a gazdag Büttnerhez. Egyik éjjel magát álmodja a megcsalt szerető helyébe, a lány helyébe pedig Mancit. A lány pedig továbbra sem válaszol. Végre egy másik barátjától, Endrédytől kap levelet, melynek tartalmáról beszámol Marosynak.
Endrédy leveléből kiderül, hogy Manci apja Bácsmegyey örökségét távolinak és bizonytalannak látja, míg Szentpétery állását biztosnak, ezért neki adja a lányát. Ezért Bácsmegyeynek őrült ötlete támad: nagybátyjától, akinek általános örököse, kétezer forintot kér, hogy „megvegye” rajta Mancit Szentpéterytől. A pénz egy héten belül megjön, de a fiú persze rég elvetette az ötletet, sőt belátja, hogy szava is elég lenne. De nem ölelhette volna Mancit, ha a bánatában elfogyó Szentpéteryt kell látnia maga előtt; hiszen ő nem tud Bácsmegyey és Manci kapcsolatáról. Ráadásul az ifjú vőlegény lelkes levélben számol be szerelméről, és vőfélynek kéri Bácsmegyeyt.
A Judex Curiae sürgősen Budára rendeli a fiút, és felkínálja a nagyszombati tábla assessorságát, amelyet ő visszautasít. Néhány nap múlva újabb próbát kell kiállnia: bálba hivatalos Manci nagybátyjához, aki kettejük előtt közli velük: Manci szüleit döntésükért kitiltja a házából. A mit sem sejtő Szentpétery pedig rábízza Mancit, mint barátja, táncoljon vele, míg ő egyebeket intéz. Bácsmegyey érzelmei felkavarodnak, az est végén a rosszullét kerülgeti, ezért hazarohan, lelki sebe felszakad, szerelme egyre gyötrőbb, és amikor egy másik bálon Manci ismét közeledni próbál hozzá, elmenekül. Elfogadja gróf K… meghívását, és tornai birtokára utazik. Petrarca verseivel kesereg, várja a rossz híreket Manci boldogságáról; az ifjú gróf testvérnénjének, Theréznek az együttérzése vigasztalja, és a festői környék.
Eközben Teréz beleszeret Bácsmegyeybe. Ez akkor derül ki, amikor nagybátyja Budára hívja. A lány elkéri azt az arcképet, melyet a fiú eredetileg Marosynak szánt, és hevesen megcsókolja. A fiatalember feldúltan érkezik nagybátyjához, és a derék öregúr úgy igyekszik enyhíteni fájdalmán, hogy társaságról társaságra hurcolja, például a Vice-Praeses Gróf …-hoz, házikoncertre. A társaság tudja, hogy Bácsmegyey remekül játszik Flautraveren, és addig könyörögnek, míg előveszi hangszerét, és előad egy darabot. Eközben Bácsmegyey húga, Klári beleszeret a fivére barátjába, Marosyba.
Közeledik az esküvő napja: Bácsmegyey Mancit pillantja meg, amikor kilovagol, róla beszél a társaság, éjszaka a szerenádot adó Szentpétery oboájának hangja veri fel. Végre augusztus 8-án megtörténik az esküvő.
A megkönnyebbülés azonban átmeneti. Bácsmegyey megállja a helyét mint Manci vőfélye, de a nyitó menüettbe már belezavarodik, és néhány nap múlva, egy másik táncesten vért köp, elájul. Húga odaadóan ápolja, de szeretne már kedves Marosyja mellett lenni, aki időközben főnótáriusi kinevezést kapott. Bácsmegyey nagybátyját kéri meg, hogy adja áldását Klári és Marosy egybekelésére. Mindezek után eladja budai házát, és elhagyja a várost. Úti célja valamelyik olasz fürdőhely, de úgy tervezi, hogy útitársával, Endrédyvel némely útba eső állomásukon időznek néhány napig. Eközben elfelejteni a történteket nem tudja. Továbbra is minden gondolata Manci, de már inkább általánosságban bölcselkedik a nevelés, társadalmi szokások, az apák hatalma visszásságain. Egyik éjjel azt álmodja, hogy Terézzel áll a pap előtt, és éppen az igent készülnek kimondani, amikor Manci ront be tépett hajjal, gyászruhában, és rángatni kezdi, hogy Szentpétery meghalt.
Bécsbe érve találkozik báró R…-rel. Összebarátkoznak, és a báró bevallja: szerelmes Terézbe. Bácsmegyey levélben kéri a lányt: felejtse el őt, aki már csak a halálra vár, és kösse életét a báróhoz. R… reménykedve utazik Tornára. Ekkor futár hozza a hírt Bácsmegyeynek, hogy nagybátyja súlyos beteg. Ipolyságba utazik tehát, és láttára javulni látszik az öreg állapota, de ez csak átmeneti, és két hét múlva éri a végzetes szélütés. Endrédy tanácsára Marosyékhoz indulnak. Esztergomban megismerkedik egy ifjúval, aki szeret egy lányt és az viszontszereti, de kapzsi apja klastromba záratta. Bácsmegyey roppant energiával és némi pénzzel veti magát az ügybe. Előbb az apát hengerli le, majd egyetlen nap alatt kihozatja Erzsust a zárdából, és maga kíséri a pap elé, hogy szerelmével még aznap összeházasítsa, a szintén megszerzett érseki engedéllyel. A jótett feletti boldogságtól elkábulva indul tovább, és Dorogon a fogadóban találkozik Mancival és Szentpéteryvel. Bácsmegyey meglátja, hogy Mancinak már gyermeke van, és a látványtól hirtelen elájul. Egy akaratlan mondatából Szentpétery megtudja az igazságot, hogy már évek óta szerelmes Bácsmegyey Manciba. Mindezek után Budára érkezik. Az orvosa tart az újabb vérhányástól, és már vizionál is a betegségétől. Már nem önmaga többé. Másfél nap múlva, október 11-én hajnalban áll be a halál Bácsmegyeynél, amiről Endrédy számol be Klárinak és Marosynak.
|  | Itt a vége a cselekmény részletezésének! |

## Az 1814-es II. változat
Amikor Kazinczy az összes műveit rendezi sajtó alá, akkor már ki sem akarja adni Bácsmegyey leveleit, mondván, hogy lerontja életműve díszes épületét. A kiadó unszolására kiadja, de alaposan átdolgozza művét. Megváltoztatja a címet Bácsmegyey gyötrelmeire, átírja a neveket, a szerkezetéből kihagyja a Bácsmegyey jótékonykodásaira vonatkozó részeket, tömöríti a leveleket. Ebben a változatban Bácsmegyey betegsége kap nagyobb szerepet. Itt saját természetének és akaratgyengeségének az áldozata lesz.

## További irodalom
- Hász-Fehér Katalin: A kánon építésének és leépítésének stratégiái Kazinczynál. A Bácsmegyeinek gyötrelmei. In: A magyar irodalmi kánon a XIX. században. Szerk. Takáts József. Pécs, Kijárat Kiadó, 2000: 37–56.

## Külső hivatkozások
- A mű a MEK honlapján